# De amulet van Niokolo-Koba
De amulet van Niokolo-Koba is het 73e verhaal uit de stripreeks Robbedoes en Kwabbernoot. Het verhaal verscheen in 1973 in delen in het striptijdschrift Spirou, in de nrs. 1853-1873. Een jaar later kwam het uit met albumnummer 25.
Het verhaal is gemaakt door Jean-Claude Fournier, die de serie inmiddels voor zijn rekening had genomen.

## Verhaal
In Niokolo-Koba, een natuurreservaat in Senegal, wordt Mansa Moussa, de tovenaar van een inheemse stam, ontvoerd door bandieten die op zoek zijn naar een amulet die hij uit voorzorg aan zijn neef Toenree Tonniemee heeft gegeven. Later wordt Toenree Tonniemee door dezelfde mannen achtervolgd in Parijs. Hij houdt een taxi aan waar Robbedoes en Kwabbernoot in zitten. Hij geeft Robbedoes en Kwabbernoot een koffer met de amulet erin en verdwijnt dan in het niets door de magische Koli-diamant van zijn oom, die zijn achtervolgers ook hebben meegenomen. Robbedoes en Kwabbernoot besluiten af te reizen naar Dakar om de amulet terug te brengen naar zijn rechtmatige eigenaar. In het vliegtuig probeert een spion de amulet te stelen, maar dit mislukt dankzij Spip.
Als Robbedoes en Kwabbernoot in het reservaat arriveren, blijkt dat een groot deel van de dieren hier op onverklaarbare wijze is verdwenen. Ze gaan op expeditie samen met Klopze Kao, een achterneef van Mansa Moessa, en diens neefje Netwa Makare. De journaliste Ororea steelt de foto-apparatuur van Kwabbernoot om foto's te maken die bewijzen dat de bandieten met hulp van de Koli-diamant de dieren hebben laten verdwijnen. De hoofdopzichter van het park blijkt ook in het complot te zitten. Uiteindelijk lukt het Robbedoes en zijn vrienden om de bandieten te vangen en de tovenaar te bevrijden. Als de diamant weer in zijn oorspronkelijke omhulsel wordt gestopt, wordt zijn volledige werking ongedaan gemaakt, zodat alles en iedereen wat door de werking van de diamant is verdwenen in een keer terugkomt. Door een vergissing verdwijnen de bandieten vervolgens zelf door de Koli-diamant. Inmiddels heeft Spip het omhulsel opgegeten, waarmee de bandieten nu als enige slachtoffers van de diamant voorgoed zijn verdwenen.
De tovenaar vertelt in het geheim aan Robbedoes wat het eigenlijke plan van de bandieten was: alle dieren in het reservaat met behulp van de diamant laten verdwijnen, om vervolgens in het gebied te zoeken naar een ondergrondse diamantader waarvan de plattegrond verborgen zat in de amulet.